# Веслав Осуховський
Веслав Осуховський (пол. Wiesław Osuchowski) (4 червня 1947, Грабовці) — польський дипломат. Генеральний консул Республіки Польща у Сіднеї (1996—2001), Львові (2004—2008) і Алмати (2009—2013).

## Життєпис
Народився 4 червня 1947 року у Грабовці. Закінчив вищу педагогічну школу в Кельцях, зі ступенем магістра історії, а також — Дипломатичну академію в Москві, за спеціальністю «Історія міжнародних відносин», спеціалізація — Сполучені Штати.
З 1987 року на дипломатичній роботі в Міністерстві закордонних справ Польщі, на посаді експерта в Департаменті ІІІ (Сполучені Штати), а потім — радника міністра.
З вересня 1989 року виконував місію консула в Генеральному консульстві Республіки Польща в Торонто.
З 1992 року — радник міністра в Дипломатичному протоколі, де виконував функції консультанта міністра, начальника Відділу офіційних візитів, а також заступника директора Дипломатичного протоколу. Відповідав за підготовку й організацію візитів голів держав, прем'єрів і міністрів закордонних справ.
У 1996—2001 рр. — Генеральний консул Республіки Польща у Сіднеї (Австралія), в ранзі повноважного міністра.
У 2001—2002 рр. — заступник директора Департаменту з консульських і діаспорних питань у ранзі міністра-радника, відповідав за діаспорну проблематику. Під його керівництвом була розроблена «Урядова програма співпраці з польською діаспорою та поляками за кордоном», затверджена Радою Міністрів РП 10 грудня 2002 року.
У 2002—2004 рр. — секретар Фонду «Допомога полякам на Сході».
З січня 2004 по листопад 2008 рр. — Генеральний консул Республіки Польща у Львові, у ранзі радника-міністра, а з першого липня 2005 року — титулярного посла.
З 2009 по 2013 рр. — Генеральний консул Республіки Польща в Алмати.